# Parigi-Roubaix 1911
La Parigi-Roubaix 1911, sedicesima edizione della corsa, fu disputata il 16 aprile 1911, per un percorso totale di 266 km. Fu vinta dal francese Octave Lapize giunto al traguardo con il tempo di 8h29'10" alla media di 31,345 km/h davanti a Alphonse Charpiot e Cyrille van Hauwaert.
Presero il via da Chatou 120 ciclisti, 59 di essi tagliarono il traguardo di Roubaix.

## Ordine d'arrivo (Top 10)
| Pos. | Corridore            | Squadra       | Tempo    |
| ---- | -------------------- | ------------- | -------- |
| 1    | Octave Lapize        | La Française  | 8h29'10" |
| 2    | Alphonse Charpiot    | -             | s.t.     |
| 3    | Cyrille van Hauwaert | La Française  | a 4'50"  |
| 4    | Gustave Garrigou     | Alcyon-Dunlop | a 7'50"  |
| 5    | René Vandenberghe    | Alcyon-Dunlop | a 9'50"  |
| 6    | Georges Passerieu    | Automoto      | a 11'50" |
| 7    | Georges Triboulard   | -             | a 12'50" |
| 8    | Constant Niedergang  | -             | s.t.     |
| 9    | Maurice Leturgie     | Automoto      | a 13'50" |
| 10   | Eugène Dhers         | -             | a 14'50" |